# Hermann Ritter von Speck
Hermann Ritter von Speck (8 de agosto de 1888 - 15 de junio de 1940) fue un general alemán durante la II Guerra Mundial. Fue condecorado con la Cruz de Caballero de la Cruz de Hierro de la Alemania Nazi. Speck murió por fuego de una metralleta francesa el 15 de junio de 1940 en Pont-sur-Yonne, Francia.
Póstumamente le fue concedida la Cruz de Caballero de la Cruz de Hierro el 17 de octubre de 1940.
En 2010, Jay Nordlinger habló con la hija de Speck, que afirmó que el general buscó deliberadamente la muerte en batalla: "Según su hija, él quería morir, y se las arregló para morir. Sentía que no podía romper el juramento al ejército —no podía desertar. Su fe católica le impedía suicidarse— se podría decir que se suicidó directamente. Así que se puso en la línea de fuego. En sus últimas palabras de muerte, no dijo "Dad mi amor a mi familia" ni nada parecido. Dijo "Tenía que ser así".

## Condecoraciones
- Cruz de Caballero de la Cruz de Hierro el 17 de octubre de 1940 como Generalleutnant y comandante del XVIII. Armeekorps[3]